# Kelly Bray
Kelly Bray är en by i Cornwall distrikt i Cornwall grevskap i England. Byn är belägen 58,6 km 
från Truro. Orten har 1 186 invånare (2015).